# NGC 1446
NGC 1446 ist ein Stern im Sternbild Eridanus. Das Objekt wurde am 8. Januar 1877 von Johan Ludvig Emil Dreyer entdeckt.